# RunMotion Coach
 (mars 2025).
Si vous disposez d'ouvrages ou d'articles de référence ou si vous connaissez des sites web de qualité traitant du thème abordé ici, merci de compléter l'article en donnant les références utiles à sa vérifiabilité et en les liant à la section « Notes et références ».
 (février 2025).
RunMotion Coach est une application de coaching en course à pied. L'application mobile propose un coaching personnalisé pour les coureurs de tous niveaux grâce à l'intelligence artificielle et l'expertise de coachs et coureurs expérimentés.

## Histoire
RunMotion Coach a été développée avec l'objectif de rendre accessible un entrainement structuré aux pratiquants de course à pied, quel que soit leur niveau, qu’ils évoluent sur route, en trail ou en triathlon.
La première version de l'application sort sur iPhone en octobre 2018, puis sur Android en avril 2019. L'entreprise remporte plusieurs distinctions d'innovation, notamment le prix Digital d'Inosport en 2019.
L'application adopte un modèle freemium (une version gratuite et une version premium) et devient partenaire de plusieurs événements sportifs, parmi lesquels le circuit UTMB World Series.
Depuis 2020,, l'entreprise publie chaque année une enquête sur les habitudes des coureurs réguliers en France, intitulée le Baromètre du Running by RunMotion.
En 2024, elle franchit le cap de 1 million de téléchargements, et est traduite en Allemand et Néerlandais (après l'Anglais et l'Espagnol en 2021).

## Fonctionnalités
RunMotion Coach propose plusieurs services, parmi lesquels :
- Plans d'entraînement personnalisés 5km, 10km, Semi-marathon, Marathon, Trail, Ultra-Trail, et Triathlon.
- Module de Préparation Physique et d'Etirements
- Conseils et Préparation Mentale.
- Suivi des performances via intelligence artificielle.
- Compatibilité avec des montres GPS (Garmin, Polar, Suunto, Coros,...) et applications tierces comme Strava.

## Partenariats et reconnaissance
RunMotion Coach est le coach officiel de plusieurs courses renommées, notamment :
- Ultra-Trail du Mont-Blanc
- Marathon du Mont-Blanc
- SaintéLyon
- Festival des Templiers
- 6000D
- Marathon de Lausanne
- Semi-marathon de Paris

L'application est citée dans différents médias spécialisés dans la course à pied, et les technologies numériques,,.